# TV-kanal
Tv-kanal är en programtjänst som sänder television. Det kan vara en benämning på den specifika frekvenskanal som kanalen i fråga sänder på, men det kan också avse programtjänsten i sig.
I många länder, såsom USA och Australien, brukar de marksända stationerna tillhöra lokala sändarföretag (affiliates). Ofta har dessa avtal med ett tv-nätverk (television network) som tillhandahåller nationella program för den lokala stationen. Här skiljer man begreppet tv-station från tv-nätverk. I länder där samma programtjänst sänds över flera master är skillnaderna däremot mer luddiga.
Amerikanska tv-stationer brukar ofta identifiera sig utifrån vilken frekvenskanal de sänder på eftersom NTSC-systemet placerar dem på den kanalplatsen på tv-apparaten. NBC:s affiliate i New York kallar sig exempelvis NBC4 eftersom de sänder på VHF-kanalen 4 och hamnar därmed automatiskt på kanalplats 4. I Europa har de numeriska namnen sällan någon koppling till frekvenskanaler eftersom vi själva väljer vilken plats respektive kanal hamnar på. SVT2 sänds exempelvis inte på VHF-kanal 2.